# هنر آفریقایی
منظور از اصطلاح هنر آفریقایی، هنر آفریقای زیر صحرا است و منظور هنر کشورهای شمال آفریقا نیست. کشورهای ساحلی مدیترانه شمال آفریقا دارای هنری متفاوت نسبت به دیگر کشورهای آفریقا هستند. اپا ماسک، آجرا ایفا، تندیس آکوآبا، هنر بیجاگو، فرهنگ نوک در نیجریه، هنر آکان، هنر چیوارا و هنر یوروبا نمونه‌هایی از هنر آفریقایی هستند.
هنر آفریقایی صاحب هنری منضبط و سنت گرا با محتوایی آئینی و زیبایی صوری و انتزاعی خاص هر قوم و قبیله بود.

## انواع هنر آفریقایی
هنر آفریقایی به دو نوع تقسیم بندی می‌شود:
- هنر درباری (به خصوص ایفه وبنین)، که یادبودی و طبیعت گرایانه است و با موادی سخت مثل مفرغ، سنگ، سفال و چوب سخت ساخته می‌شود.
- هنر مفهومی که شامل کنده کاری بر روی چوب است ؛(مانند صورت‌ها و پیکره‌های نیاکان). این  شیوه هنر اثر زیادی بر کار هنرمندان اروپایی داشته‌است .[۱]

## ویژگی‌های هنر آفریقایی
هنرمندان در یک قبیله برای ساخت آثارشان از باورهای یکسان ایده می‌گرفتند. در مذاهب روح باور آفریقایی به هر موجود نیرویی حیاتی می‌بخشند و این گونه است که انسان‌ها با درک این نیروها و رویکرد صحیح به آن‌ها، می‌تواند آن‌ها را مورد استفاده قرار دهند. مردم برای اطمینان از بقا و تداوم این نیروها در قبیله خود باید به‌طور مداوم شعارهای مذهبی به جا بیاورند. برای بهره‌برداری از نیروهای حیاتی از صورتک‌ها و تندیس‌ها در جهت ارتباط با دنیای ارواح و پرستش اجداد استفاده می‌شده‌است. هنرمند آفریقایی در چارچوب میثاق‌های صوری که معین بود، کار می‌کرد و به کار خود مفهوم می‌داد و قدرتی پویا به آن می‌بخشید به گونه‌ای که نیرو گیردوجان پیدا کند. در نتیجه او موضوعش را نه واقعگرایانه و نه الزاماً با صور «زیبا» خلق می‌کند. سر پیکره معمولاً بزرگ و بی تناسب ساخته می‌شود؛ چون سر جایگاه نیروی زندگی و از مهم‌ترین بخش‌های بدن محسوب می‌شود. تندیس‌ها دستان کوتاه و بدنی کشیده دارند چون از تنهٔ درخت تراشیده شده‌است.

## هنر و هنرمند آفریقایی
در جوامع قبیله‌ای آفریقا، هنرمندان عموما حرفه‌ای بودند و طبق سفارش رئیس قبیله، ریش سفید دهکده یا بزرگ خانواده کار می‌کردند. بیشتر آنان از احترام برخوردار بودند و در برخی مناطق هم جنبهٔ مذهبی یا سیاسی داشتند. حق هنرمند شدن نیز گاهی در برخی خانواده‌ها موروثی بود. هنرمند در دروند کارآموزی دراز مدت می‌توانست اصلوب‌ها وقالب‌های سنتی بازنمایی وبیان، طرح‌های سنتی و آیین‌های مذهبی و اجتماعی را بیاموزد. اما در طول مواجهه با فرهنگ غربی این الگوی قبیله‌ای درهم ریخته شد. پس از آن، قالب‌های هنر قدیم معنا وکارکرد خود را از دست دادند و از بین رفتند. رفته رفته فعالیت هنری به راه تجارت و راه ارضای جهانگردان تبدیل شد و ارزش اصلی خود را از دست داد. البته در برخی نقاط آفریقا برای احیای هنرهایی بر اساس سنت‌های گذشته تلاش‌هایی صورت گرفت که گاه تلفیق صور بومی و اصول زیباشناسی مدرن در آن بارز است.

## نام‌های مرتبط با هنر آفریقایی
1. آشانتی (آسانته)، نام یک قوم در غنا. کرسی چوبین با روکش طلا-نماد پادشاهی-مشهورترین نمونهٔ فلز کاری این قوم است. اینان، همچنین، خاکستردان‌های مفرغی برای مردگان و وزنه‌های زرین به شکل بتواره‌های آدم و جانور می‌ساختند. تندیسک‌های باروری با سرتخت، معروف‌ترین نمونه کنده کاری چوبین قوم نام برده به شمار می‌آید.

باکوبا یا بوشنگو، نام قبیله‌ای در کنگو- کین شاسا. سنت مجسمه‌سازی این قبیله بسیار غنی است و از سدهٔ ۱۷ به بعد تک چهرهٔ شاهان را از چوب می‌تراشیدند.
1. بالوبا، نام مجموعه‌ای از چند قبیله در کنگو-کین شاسا. کنده کاریهای این قبایل و خصوصا تندیس‌های چوبین نیاکان (دست آفریدهٔ قبیله مرکزی:همبا) معروف اند. کرسی با پایه‌ای به هیبت زن زانو زده یا ایستاده، پیکره‌های زنانه نشسته و کاسه به دست و صورتک‌های نیم کروی از دیگر آثار هنری آنان به شمار می‌آیند.
2. بامبارا، قومی از آفریقای غربی که در مالی (نیجرشمالی) سکونت یافته‌است. سرپوشاک‌هایی که آنان در رقص بزکوهی به کار می‌برند، شهرت دارد.
3. بائوله، قومی از ساحل عاج که با آشانتی پیوند نژادی دارد. مجسمه‌های سنتی این قوم  از چوب تیره سخت ساخته شده‌اند و دارای تراش دقیق و پرداختکاری ظریف  هستند. نمونه سخنی هنر بالوئه، صنمک با سیمای اندیشناک است که گاهی با پیکره جانوران آرایش یافته‌است. این قوم مجسمه‌های منقوش و فلزی نیز می‌ساختند.
4. داهمی، نام یک جمهوری در آفریقای غربی. پیش از آنکه در دهه ۱۸۷۰ به استعمار فرانسویان درآید، سلسلهٔ شاهان آبمی مقتدرانه برآن فرمانروایی می‌کردند. از نمونه‌های شاخص  هنر درباری آبمی، پیکره آهنی بزرگ "خدای جنگ و آهن" بود. هنر غیر درباری داهمی زیر نفوذ کنده کاری‌های  چوبی یروبا قرار داشت.
5. دگن، قومی از آفریقای باختری ساکن در پیچ بزرگ رود نیجر. دستافریده‌های این قوم شامل تندیسک دوکی شکل نیاکان، صورتک‌های  چوبی نرم با شکلک‌های ساده شده و نقش برجسته از پیکره‌های نیاکان می‌باشد. صورتک سازها برای بی اثر کردن نیروی حیاتی بر چوب، گاه قلاب‌های آهنی در صورتک‌ها کار گذاشته شده‌اند.
6. فنگ، مجموعه‌ای از قبایل پر جمعیت در ایالت شمالی گابن. در سردیس‌ها و تندیس‌ها ی تیره فام مربوط به این قبیله‌ها –که احتمالا نیاکان باستانی آن‌ها را مجسم می‌کنند- شیوهٔ هندسی مستحکم و پرداختکاری طریف می‌توان دید.
7. منده، نام قومی از سیه رالئون. هنر عمدهٔ این قوم کنده کای است که پیکره‌های باریک زنانه و کلاه خودهای پر هیبت و بیانگر را برای استفاده در محافل سری زنانه شامل می‌شود.
8. نک، نام فرهنگ کهن نیجریهٔ مرکزی و شمالی. سردیس‌های سفالین  مربوط به نیمهٔ دوم هزارهٔ اول ق. م، از آثار باستانی آن به شمار می‌آیند. هنر ایفه و هنر بنین از لحاظ سبک به دست آفریده‌های متاخر نک نزدیک اند.
9. یروبا، نام قومی بزرگ در جنوب غربی نیجریه. بارورترین هنر آفریقای غربی با این نام شناخته شده و شامل صورتک‌های مورد استفاده در محفل‌های سری و اشیای مقدس که، عمدتا مربوط به خدای رعد، می‌باشد. سنت قدیم هنر یروبا به ایفه مربوط می‌شود.[۱]

## نگارخانه

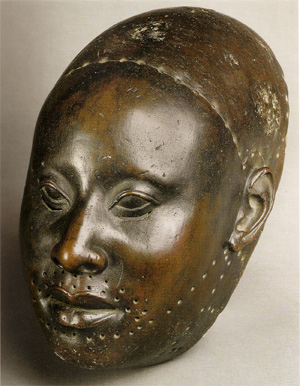
هنر یوروبا
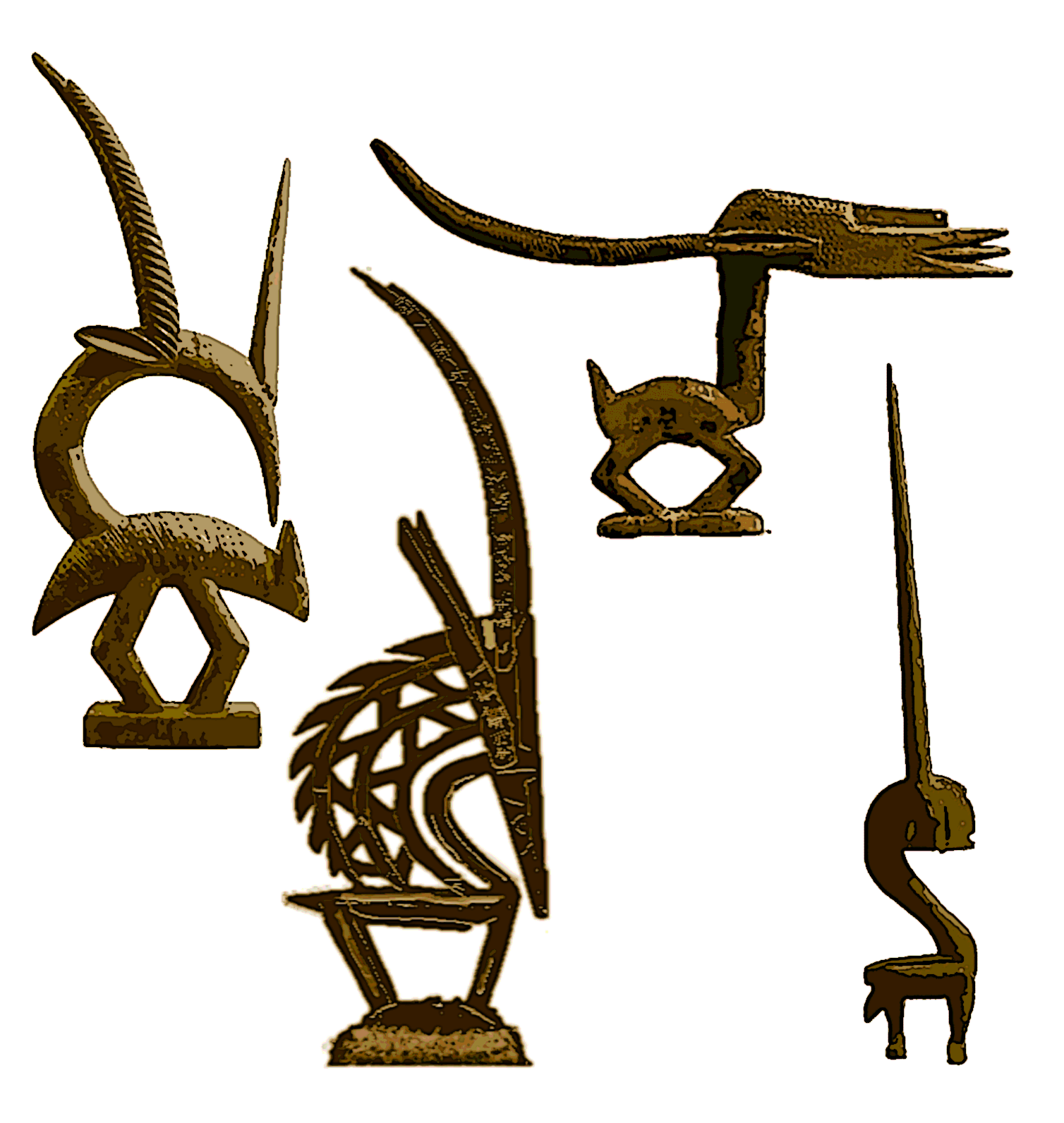
هنر چیوارا
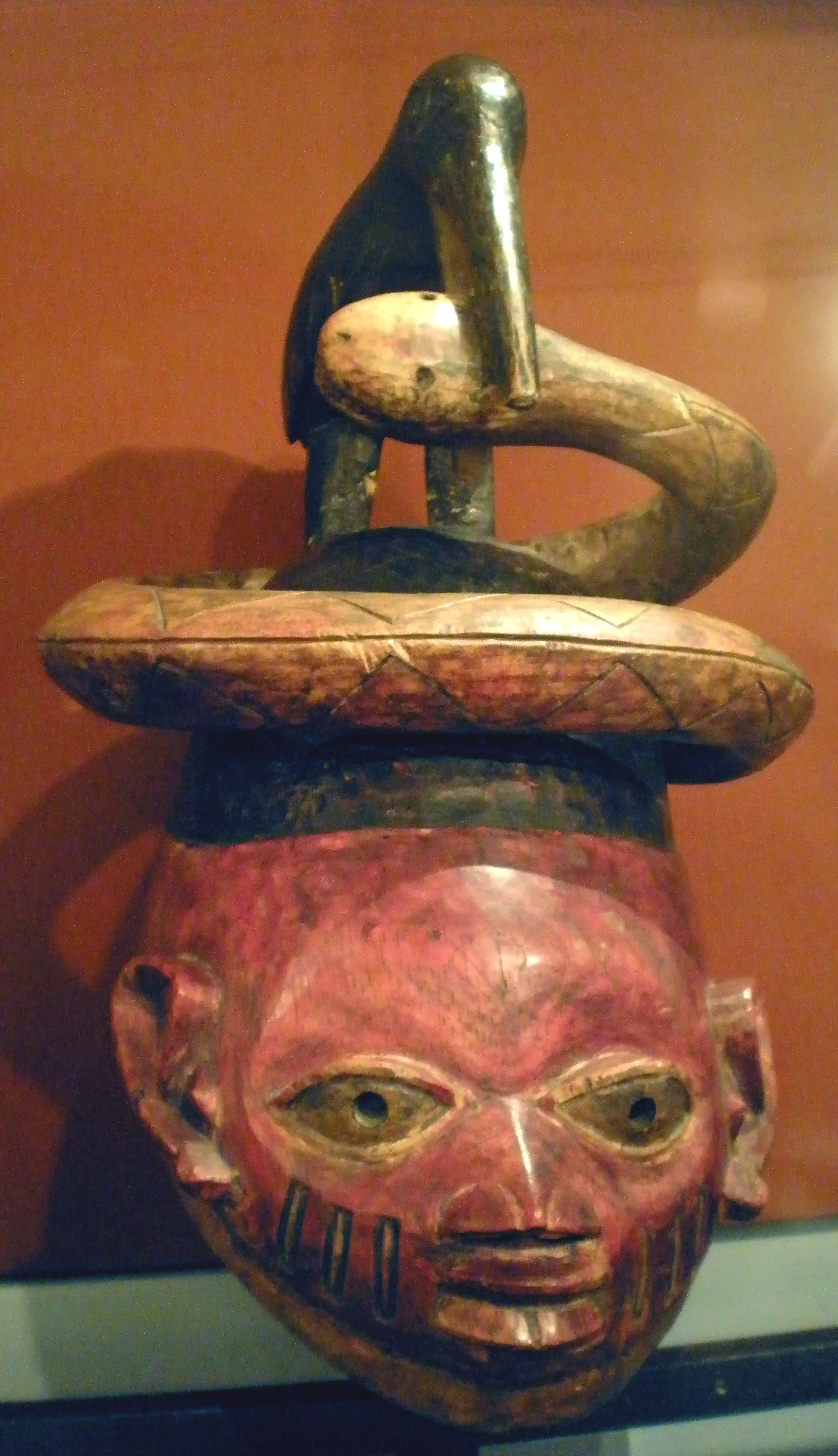
اپا ماسک
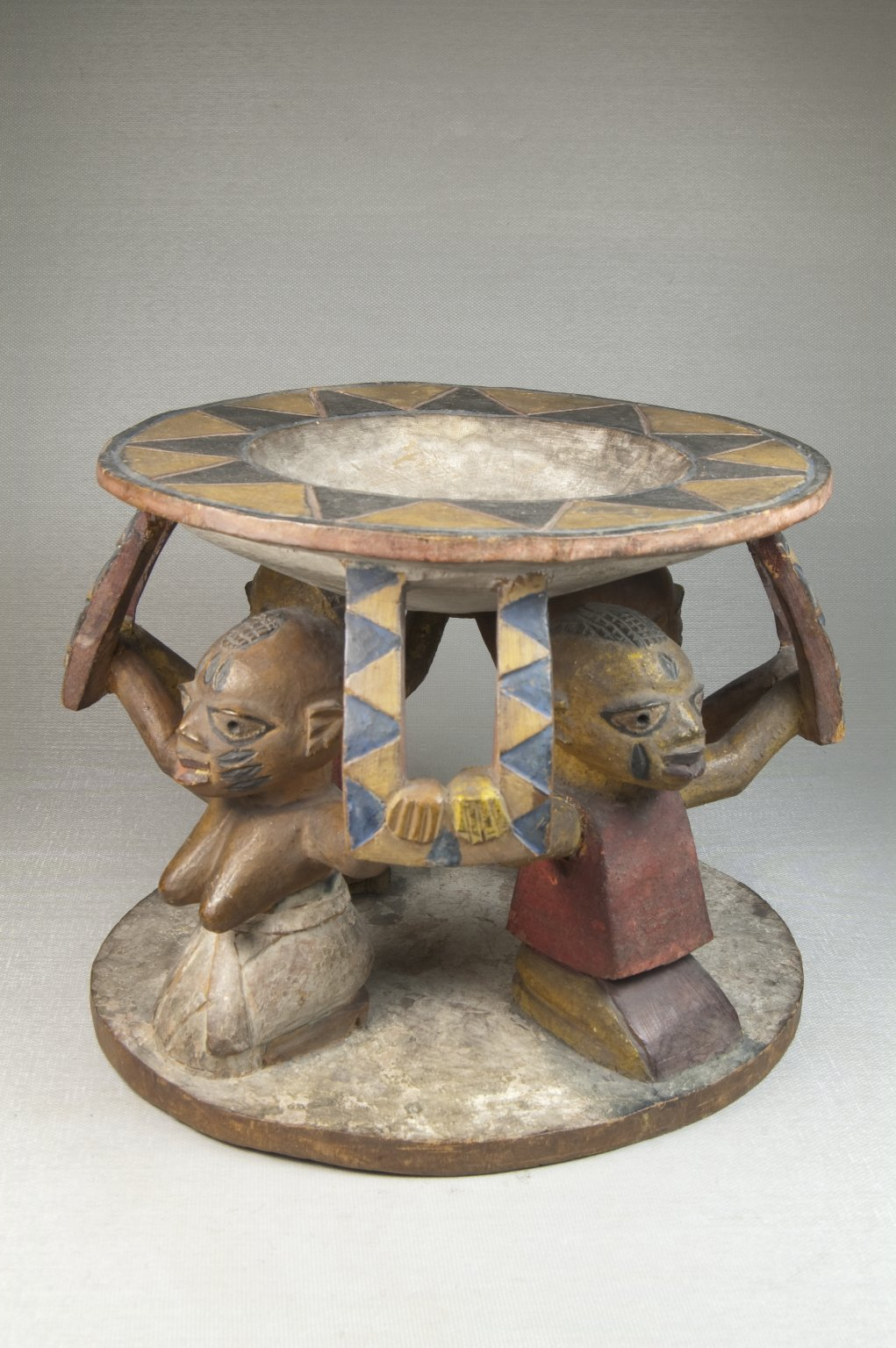
آجرا ایفا
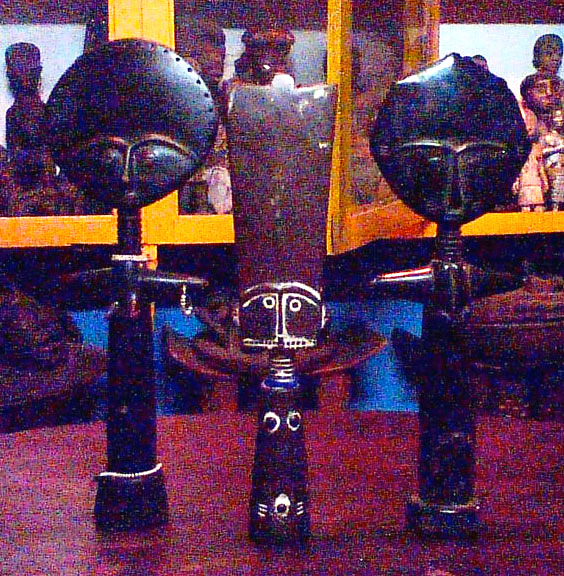
اپا ماسک
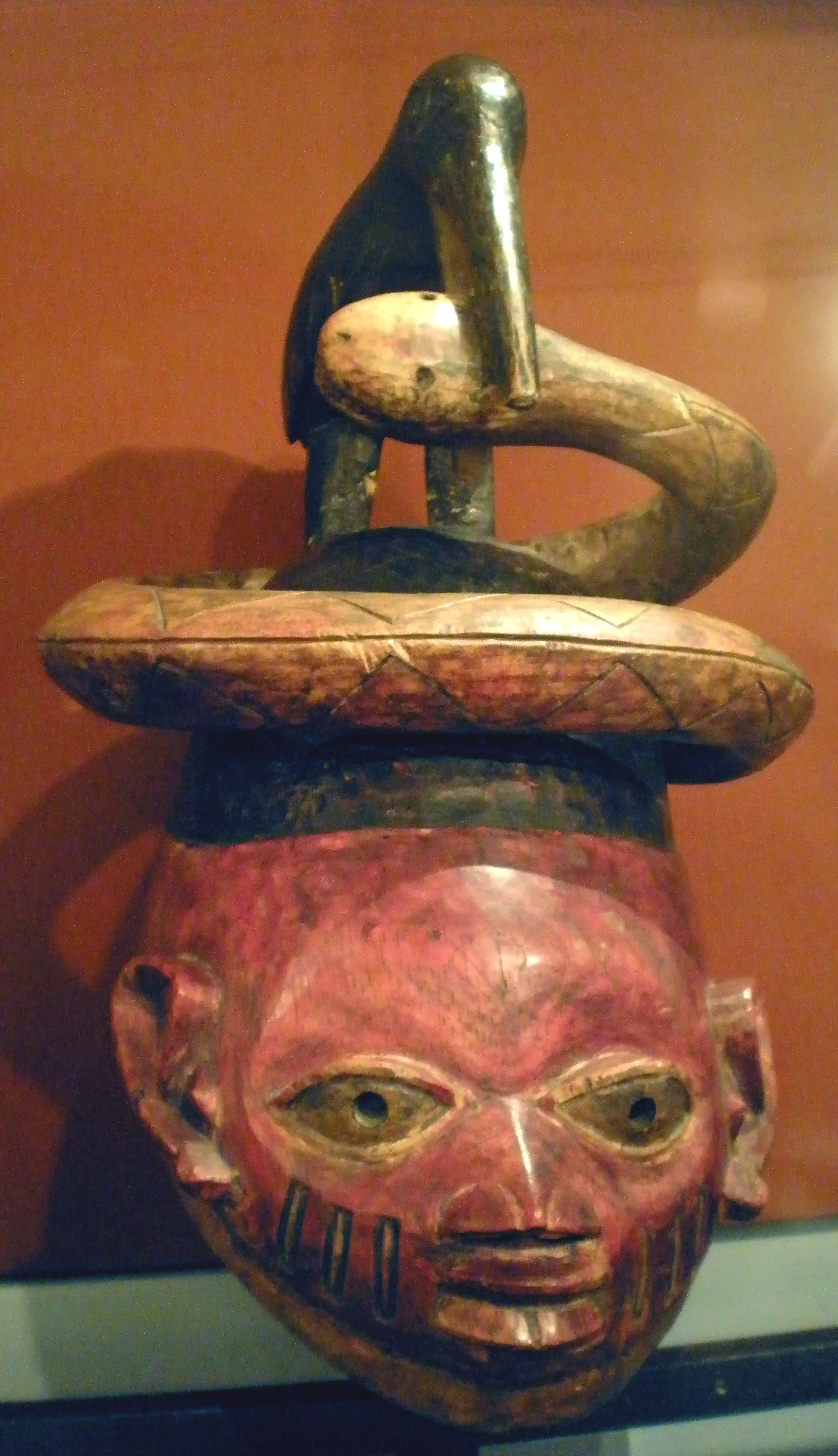
تندیس آکوآبا
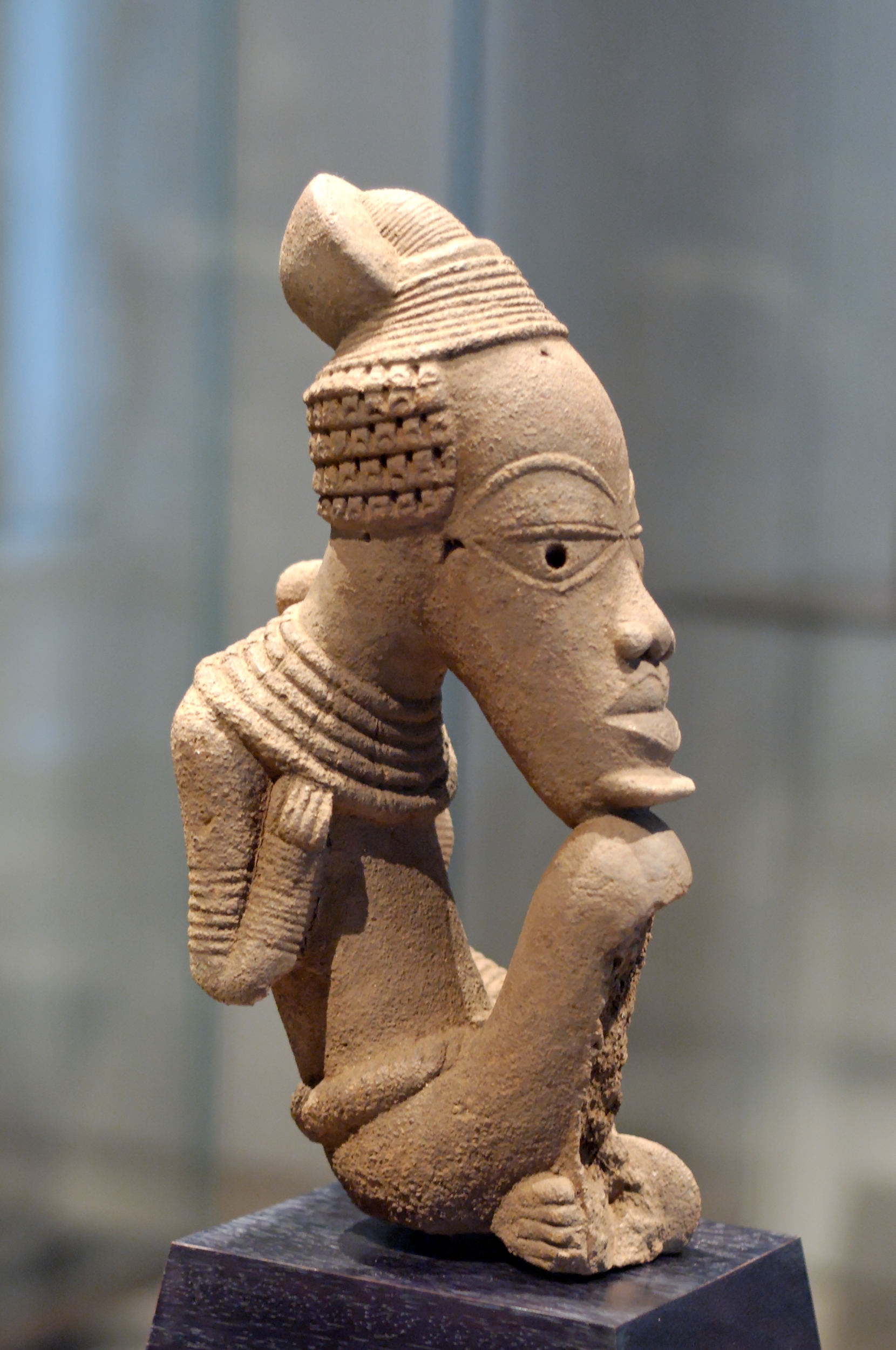
فرهنگ نوک در نیجریه